# Браян Кокс (фізик)
Браян Едвард Кокс (англ. Brian Cox, нар. 3 березня 1968) — англійський фізик, професор фізики елементарних частинок Школи фізики й астрономії Університету Манчестера. Публічно відомий як ведучий науково-популярних програм, зокрема серії Wonders of… й автор науково-популярних книг, таких як Why Does E=mc²? та The Quantum Universe. Автор або співавтор понад 950 наукових публікацій.
Кокса називають природним наступником Девіда Аттенборо і Патріка Мура у наукових передачах на Бі-Бі-Сі. До своєї академічної кар'єри, Кокс був клавішником музичних гуртів D: Ream і Dare.

## Раннє життя та освіта

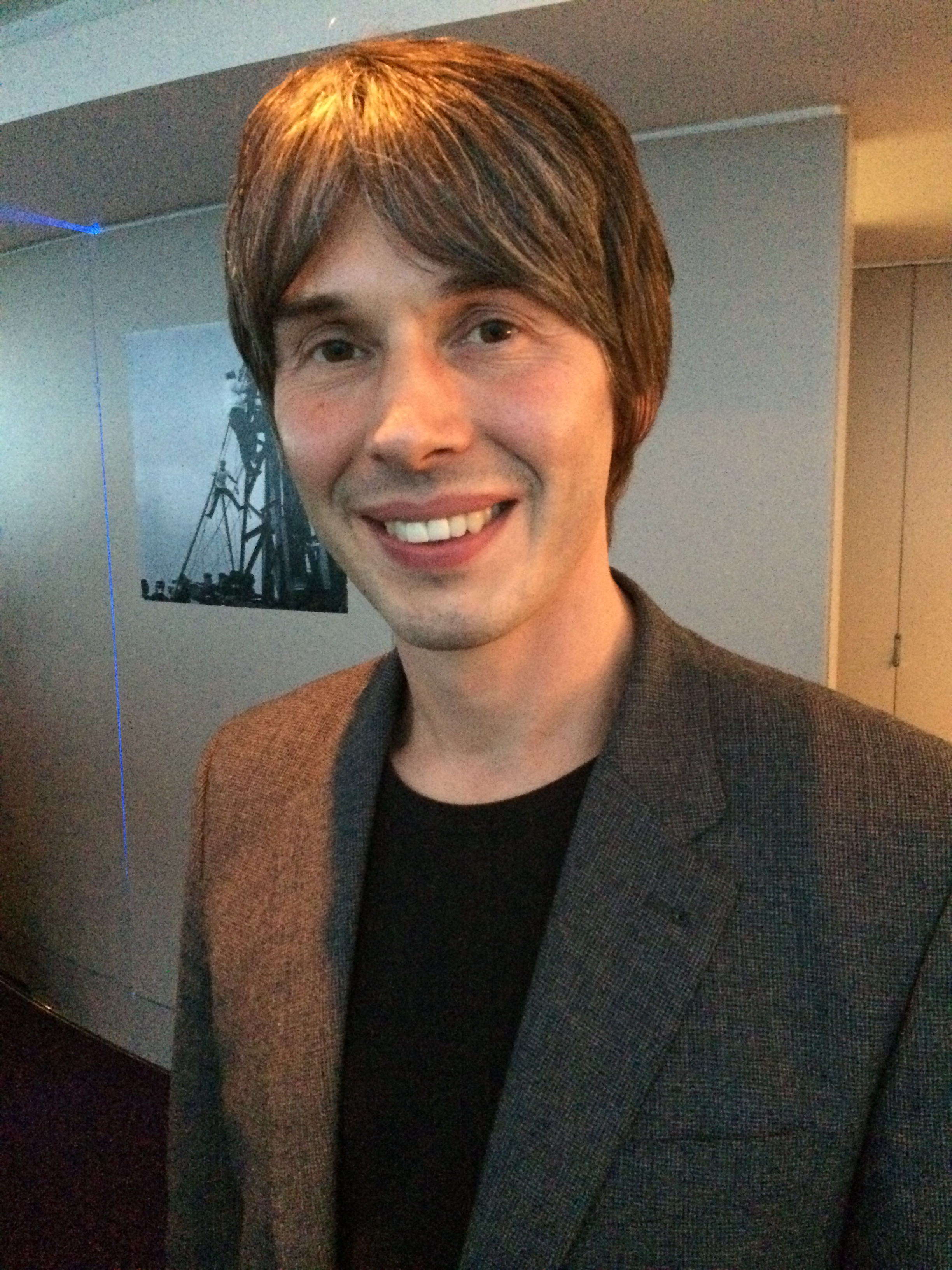
Браян Кокс у жовтні 2013

Кокс народився 3 березня 1968 року в Королівській лікарні Олдема і проживав у Чаддертоні, Олдем, з 1971. Його батьки працювали в Йоркширському банку, мати касиром, а батько менеджером середньої ланки. Браян згадує щасливе дитинство в Олдемі, у якому були танці, гімнастика, спотинг за літаками і навіть автобусами. Навчався у приватній гімназії Галм в Олдемі з 1979 по 1986 рік. У багатьох інтерв'ю і в одному з епізодів Wonders of the Universe він розповів, що коли йому було 12 років, книга «Космос» від Карла Сагана стала ключовим чинником, що спонукав його стати фізиком. У шоу The Jonathan Ross Show він зазначив, що якось провалив екзамен з математики: «Я отримав „D“ … Так дізнався, що треба багато займатись».

### Музика
У 1980-х і на початку 90-х Кокс був клавішником рок-гурту Dare. Dare випустили з ним два альбоми: Out of the Silence (1988) і Blood from Stone (1991). Пізніше він приєднався до гурту D: Ream, кілька хітів якого опинилися в UK chart.

### Вища освіта
Під час своєї музичної кар'єри, Кокс вивчав фізику в Манчестерському університеті. Він отримав диплом бакалавра з відзнакою та диплом магістра фізики. Після розпаду D: Ream у 1997, він закінчив докторантуру з фізики високоенергетичних часточок в тому ж університеті. Свою дисертацію на тему Double Diffraction Dissociation at Large Momentum Transfer писав під керівництвом Робіна Маршала на основі свого дослідження про експеримент H1 в Hadron Elektron Ring Anlage (HERA) — прискорювачі часток в лабораторії DESY у Гамбурзі.

## Кар'єра

### Дослідження
Кокс працював у PPARC[коли?] і був членом групи високоенергетичної фізики в Манчестерському університеті, а також працював над експериментом ATLAS у Великому адронному колайдері (LHC) в CERN поблизу Женеви. Працює над науково-дослідним проектом експерименту FP420 у міжнародній співпраці над покращенням ATLAS та експерименту Compact Muon Solenoid (CMS) через встановлення додаткових, менших детекторів на відстані 420 метрів від точок взаємодії в основних експериментах.
Кокс є співавтором кількох книжок на тему фізики, зокрема Why does E=mc2? та The Quantum Universe, обидві з Джеффом Форшоу. Під його або спільним з ним керівництвом захистилося кілька докторантів.

### Радіо- і телепередачі

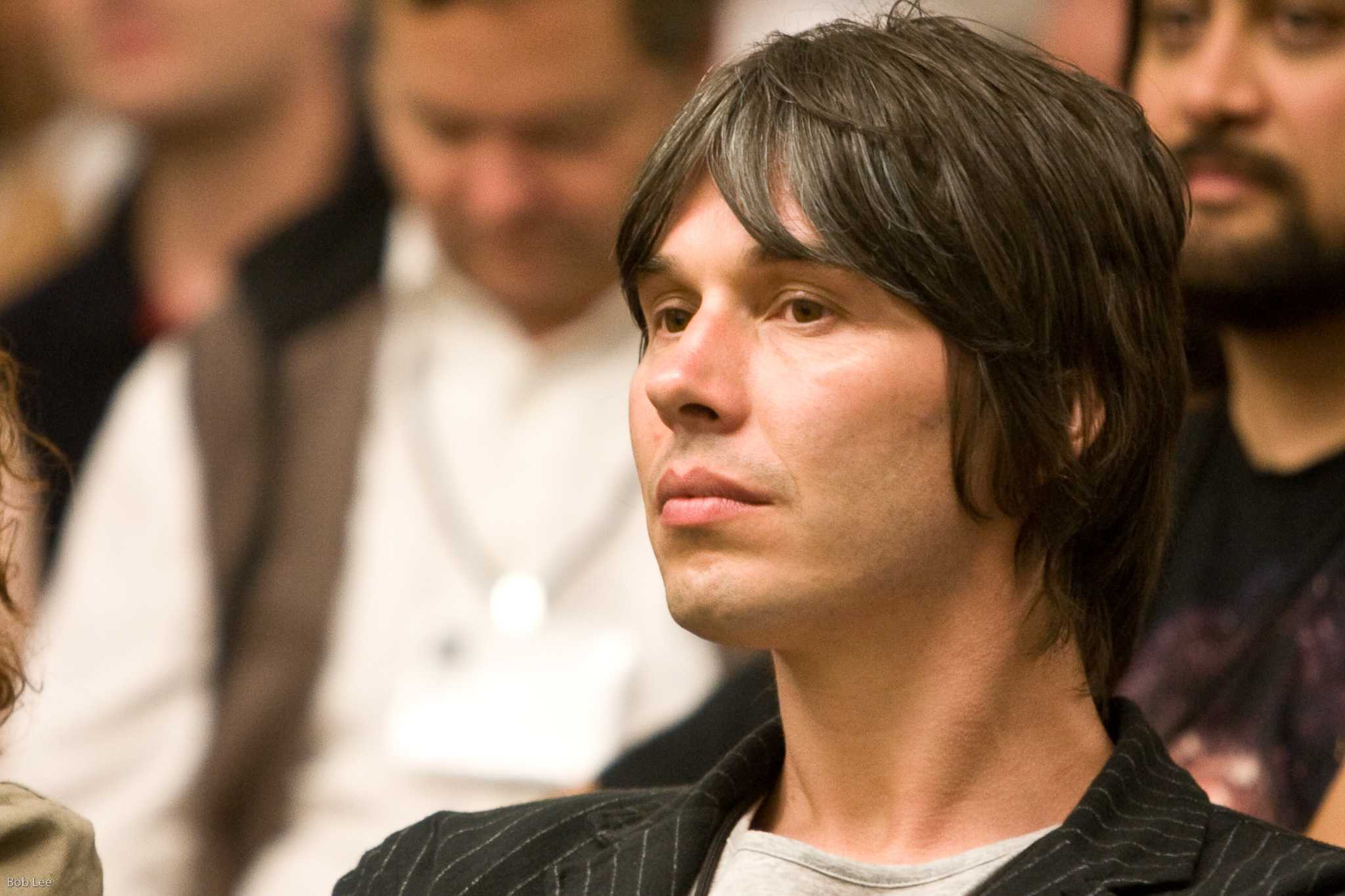
Браян Кокс на Science Foo Camp у 2008

Кокс брав участь у багатьох радіо- і телепередачах BBC, зокрема In Einstein's Shadow, серіалі Horizon, («The Six Billion Dollar Experiment», «What on Earth is Wrong with Gravity?», «Do You Know What Time It Is?», та «Can we Make a Star on Earth?») та як озвучувач програм BBC Bitesize. На початку 2010 був ведучим п'ятичастинної передачі  Wonders of the Solar System на BBC Two та її продовження, Wonders of the Universe, з чотирьох частин, яке почало виходити 6 березня 2011. Wonders of Life, яку він описує як «погляд фізика на історію життя/природи», вийшла в ефір у 2013.
Був співведучим Space Hoppers, а також з'являвся у Dani's House на CBBC.
Кокс також вів тричастинну програму BBC під назвою Science Britannica, у якій він досліджував внесок британських вчених за останні 350 років, а також відношення британської науки і її сприйняття громадськістю.
Також був співведучим Stargazing Live, триденної передачі наживо про астрономію у січні 2011 року, разом з фізиком і коміком Дарою О Бріеном з ведучим Джонатаном Россом в гостях. Другий і третій випуск з рядом гостей вийшли в ефір у січні 2012 та січні 2013 року.
З листопада 2009 року Кокс разом з коміком Робіном Інсом веде «комедійний науковий журнал» на BBC Radio 4 під назвою The Infinite Monkey Cage. У гостях програми були коміки Тім Мінчін, Алексей Сайл, Дара О Бріен, науковці Еліс Робертс із шоу BBC The Incredible Human Journey та астрофізик Ніл Деграсс Тайсон. Кокс також з'являвся у Nine Lessons and Carols for Godless People Інса. Він регулярно пише для ранкового шоу на BBC 6 Music з Шоном Ківені. 24 липня 2009 був в епізоді подкасту Роберта Ллевеліна під назвою CarPool.
Кокс не раз виступав на TED з розповідями про Великий адронний колайдер та фізику часточок. У 2009 журнал People включив його до списку «Найсексуальніших нині живих чоловіків». У 2010 про нього йшлося в The Case for Mars від Symphony of Science. У листопаді 2010 року з'явився в Apple Store у Ковент-Гардені в рамках реклами нової електронної книжки та його нової телепередачі.
Кокс виступав перед Королівським телевізійним товариством у 2010 році з меморіальною лекцією на честь Г'ю Велдона на тему «Science, a Challenge to TV Orthodoxy», в якій розглянув проблеми висвітлення науки й новин про науку у медіа; згодом її показали по BBC Two. 4 березня дискутував з біографом Річардом Голмсом про дослідження Мері Шеллі людського бажання наділяти життям неживі об'єкти і можливість самої концепції, у 19 столітті і тепер.
6 березня 2011 року Кокс став гостем у ювілейному 700-му випуску передачі Патріка Мура The Sky at Night. У ньому він сказав, що все життя є фанатом цієї передачі, і вона надихала його, щоб стати фізиком. 10 березня 2011 року виступив з 10-ю меморіальною лекцією на честь Дугласа Адамса.
Кокс був науковим радником фільмуПекло. У DVD-релізі подано його аудіокоментар, в якому він обговорює наукову достовірність (і недостовірність) зображеного у фільмі. Він також з'явився у спеціальному випуску Megaworld: Switzerland на Discovery Channel. У 2013 вів ще один сезон «Wonders of Life».
14 листопада 2013 на BBC Two вийшла передача The Science of Doctor Who на честь 50 річниці Доктора Хто, у якій Кокс говорить про таємниці подорожей в часі. Лекцію було записано в лекторії Фарадея Королівського інституту. Згодом BBC показло також його лекції Human Universe і Forces of Nature.

### Фільмографія
| Рік                     | Назва                       | Роль                 | Примітки |
| ----------------------- | --------------------------- | -------------------- | --- |
| 2005–09                 | Horizon                     | Сам/Ведучий          | епізоди: - Einstein's Equation of Life and Death (2005) - Einstein's Unfinished Symphony (2005) - The Six Billion Dollar Experiment (2007) - What on Earth is Wrong with Gravity (2008) - Do You Know What Time It Is (2008) - Can we Make a Star on Earth (2009) |
| 2008                    | The Big Bang Machine        | Ведучий              | |
| 2010                    | Wonders of the Solar System | Ведучий              | |
| 2010                    | Dani's House                | Сам                  | |
| 2010                    | Would I Lie to You?         | Учасник дискусії     | |
| 2011–12                 | QI                          | Учасник дискусії     | епізоди: - Series I, Episode 7 «Incomprehensible» (21 жовтня 2011) - Series J, Episode 12 «Justice» (7 грудня 2012) |
| 2011–present            | Stargazing Live             | Співведучий          | усі 6 випусків |
| 2011                    | Wonders of the Universe     | Ведучий              | |
| 2011                    | A Night with the Stars      | Ведучий              | |
| 2011                    | The One Show                | Гість                | |
| 2011                    | The Sky at Night            | Гість 700-го випуску | |
| 2011                    | The Graham Norton Show      | Гість                | Series 8, Episode 16 |
| 2011                    | The Horizon Guide: Moon     | Ведучий              | |
| 2012                    | The Jonathan Ross Show      | Гість                | |
| 2012                    | Doctor Who                  | Сам                  | «The Power of Three» |
| 2013                    | Wonders of Life             | Ведучий              | |
| 2013                    | Science Britannica          | Ведучий              | вересень 2013. BBC Two |
| 2013                    | Conan                       | Гість                | епізод 437 |
| 2013                    | The Science of Doctor Who   | Ведучий              | BBC Two |
| 2013                    | In Search of Science        | Ведучий              | епізоди: - Method and Madness - Frankenstein's Monster - Money |
| 2014                    | Monty Python Live           | Сам                  | |
| 2014                    | Human Universe              | Ведучий              | BBC Two |
| Space, Time & Videotape | Ведучий                     | BBC Four             | |
| 2016                    | Forces of Nature            | Ведучий              | BBC One |
| 2016                    | The Entire Universe         | Ведучий              | BBC Two |
| 2017                    | Life of a Universe          | Ведучий              | ABC |

### Дискографія
- Dare — Out of the Silence (1988)
- Dare — Blood from Stone (1991)
- D: Ream — D: Ream on Volume 1 (1993)
- D: Ream — In Memory Of… (2011)

### Нагороди і відзнаки
За свої зусилля з популяризації науки Кокс отримав чимало нагород. У 2002 його обрано іноземним членом The Explorers Club і в 2006 він отримав від British Association Премію лорда Кельвіна. Отримаував престижну Royal Society University Research Fellowship з 2006 по 2013. Часто виступає з лекціями, був ключовим спікером на австралійському науковому фестивалі у 2006, у 2010 отримав Премію Кельвіна від Інституту фізики за свою роботу з донесення чудес фізики до людей. Став кавалером Ордену Британської імперії (OBE) за службу науці під час святкувань дня народження королеви у 2010. 15 березня 2011 року отримав нагороду як Найкращий ведучий та Найкраща наукова/природничо-історична передача від Королівського телевізійного товариства за Wonders of the Universe. 25 березня 2011 отримав нагороду як найкращий ведучий на Broadcasting Press Guild Awards, а Wonders of the Solar System була названа найкращою документальною пердачею 2010 року.
У липні 2012 року Кокс став почесним доктором Університету Гаддерсфілда. Пізніше цього ж року отримав президентську медаль Інституту фізики від Патріка Стюарта, після чого виступив з промовою щодо цінності освіти в наукці і потреби більше інвестувати в майбутні покоління науковців. 5 жовтня 2012 став почесним доктором Відкритого університету за «винятковий внесок в освіту та культуру». У 2012 році також отримав Премію Майкла Фарадея від Королівського товариства «за свою відмінну роботу з комунікації науки». Став членом Королівського товариства (FRS) у 2016.

## Особисте життя
У 2003 році одружився з американською популяризаторкою науки Джіа Міліновіч у Дулуті (Мінесота). Їхній перший син, Джордж, народився 26 травня 2009,[джерело?] його друге ім'я — «Eagle» на честь місячного модуля Аполлона-11. Міліновіч також має сина Мокі. Родина проживає у Баттерсі. Коксу не подобається, коли його називають атеїстом, однак зазначає, що «не має персональної віри». У 2009 році він долучився до створення благодійної книжки The Atheist's Guide to Christmas. Він гуманіст, і «видатний прихильник» Британської гуманістської асоціації. Фанат Олдем Атлетік. Як ведучий Бі-Бі-Сі, заробляє £250,000 — £299,999.